# 鶏龍駅
鶏龍駅（ケリョンえき）は、大韓民国忠清南道鶏龍市豆磨面豆渓里にある韓国鉄道公社の駅である。

## 利用可能な路線
- 韓国鉄道公社
  - 湖南線

## 駅構造
- 島式ホーム2面4線の地上駅。

## 駅周辺
- 豆磨初等学校
- 豆磨面事務所
- ホームプラス鶏龍店
- 鶏龍市庁
- 金岩洞住民センター
- 鶏龍高等学校
- 金岩中学校
- 金岩初等学校

## 歴史
- 1911年7月10日 - 豆渓駅（トゥゲえき）として開業[1]。
- 2005年9月23日 - 鶏龍駅に改称。

## 隣の駅
韓国鉄道公社
湖南高速鉄道
KTX（西大田経由）
西大田駅 - 鶏龍駅 - 論山駅
湖南線
佳水院駅 - （黒石里駅） - 鶏龍駅 - （開泰寺駅） - 連山駅